# Governatorato di Monastir
Il governatorato di Monastir è uno dei 24 governatorati della Tunisia. Venne istituito nel 1956 e si trova nella parte centroccidentale del Paese; suo capoluogo è Monastir.

## Geografia fisica
Confina con il governatorato di Susa a nord, con il governatorato di Mahdia a sud, e il Mar Mediterraneo a est con una linea costiera che si estende per oltre 35 chilometri.
Amministrativamente, il governatorato è diviso in 13 delegazioni, 31 comuni e 77 settori (Imadas).
| Delegazione            | Popolazione nel 2004 (abitanti) |
| ---------------------- | ------------------------------- |
| Bekalta                | 13 695                          |
| Bembla                 | 27 382                          |
| Béni Hassen            | 12 650                          |
| Jemmal                 | 55 272                          |
| Ksar Hellal            | 39 991                          |
| Ksibet el-Médiouni     | 28 722                          |
| Moknine                | 75 885                          |
| Monastir               | 81 294                          |
| Ouerdanine             | 18 852                          |
| Sahline                | 21 799                          |
| Sayada-Lamta-Bou Hajar | 22 947                          |
| Téboulba               | 31 154                          |
| Zéramdine              | 25 947                          |